# Jean Rieul
Jean Rieul est un chef-opérateur du son du cinéma français, né à Rueil-Malmaison le 1er février 1909 et mort à Sèvres le 6 février 1980.

## Biographie
Jean Charles Roger Rieul a travaillé sur plus de soixante-dix films français, des années 1940 à 1970, d'Yves Mirande à Henri Verneuil. Il a côtoyé les plus grands acteurs du cinéma français, notamment Jean Gabin et Jean-Paul Belmondo, et a enregistré Serge Gainsbourg pour Le Pacha.

## Filmographie
- 1939 : Le Paradis des voleurs de Lucien-Charles Marsoudet
- 1939 : Nos soldats d'Afrique d'André Cauvin
- 1940 : Le Feu de paille de Jean Benoit-Lévy
- 1940 : Paris-New York de Claude Heymann
- 1941 : Ce n'est pas moi de Jacques de Baroncelli
- 1941 : Le pavillon brûle de Jacques de Baroncelli
- 1942 : La Maison des sept jeunes filles
- 1942 : La Duchesse de Langeais de Jacques de Baroncelli
- 1942 : Frédérica de Jean Boyer
- 1942 : Le Bienfaiteur d'Henri Decoin
- 1943 : Un seul amour de Pierre Blanchar
- 1944 : Graine au vent de Maurice Gleize
- 1944 : Le Bossu de Jean Delannoy
- 1945 : Le Père Goriot de Robert Vernay
- 1946 : Le Capitan de Robert Vernay 1. Flamberge au vent - 2. Le Chevalier du roi
- 1946 : Un revenant de Christian-Jaque
- 1946 : Le Visiteur de Jean Dréville
- 1947 : Monsieur Vincent de Maurice Cloche
- 1948 : Carrefour du crime de Jean Sacha
- 1949 : La Voix du rêve de Jean-Paul Paulin
- 1949 : Pattes blanches de Jean Grémillon
- 1949 : La Cage aux filles de Maurice Cloche

### Années 1950
- 1950 : La Porteuse de pain (La Portatrice di pane) de Maurice Cloche
- 1950 : Le Journal d'un curé de campagne de Robert Bresson
- 1951 : Avalanche de Raymond Segard
- 1951 : Sans laisser d'adresse de Jean-Paul Le Chanois
- 1951 : Knock de Guy Lefranc
- 1952 : Le Plaisir de Max Ophuls
- 1952 : Adorables Créatures de Christian-Jaque
- 1952 : Allô... je t'aime d'André Berthomieu
- 1953 : L'Appel du destin de Georges Lacombe
- 1954 : L'Amour d'une femme de Jean Grémillon
- 1954 : Zoé de Charles Brabant
- 1954 : Poisson d'avril de Gilles Grangier
- 1955 : Villa sans souci de Maurice Labro
- 1955 : Le Fils de Caroline chérie de Jean Devaivre
- 1955 : Des gens sans importance d'Henri Verneuil
- 1955 : Le Comte de Monte-Cristo de Robert Vernay
- 1955 : Les Carnets du major Thompson de Preston Sturges
- 1956 : Crime et Châtiment de Georges Lampin
- 1957 : Le Feu aux poudres d'Henri Decoin
- 1957 : Le rouge est mis de Gilles Grangier
- 1958 : Le Désordre et la Nuit de Gilles Grangier
- 1958 : Chaque jour a son secret de Claude Boissol
- 1958 : Sans famille d'André Michel
- 1958 : Les Grandes Familles de Denys de La Patellière
- 1958 : Le Bourgeois gentilhomme de Jean Meyer

### Années 1960
- 1960 : Meurtre en 45 tours d'Étienne Périer
- 1960 : Le Baron de l'écluse de Gilles Grangier
- 1960 : Les Vieux de la vieille de René Fallet
- 1961 : Le Président d'Henri Verneuil
- 1961 : Le cave se rebiffe de Gilles Grangier
- 1961 : Ce soir ou jamais de Michel Deville
- 1962 : Les Culottes rouges d'Alex Joffé
- 1962 : Adorable Menteuse de Michel Deville
- 1962 : Cartouche de Philippe de Broca
- 1962 : Un singe en hiver d'Henri Verneuil
- 1962 : Le Gentleman d'Epsom de Gilles Grangier
- 1963 : Constance aux enfers de François Villiers
- 1963 : Mélodie en sous-sol d'Henri Verneuil
- 1963 : Maigret voit rouge de Gilles Grangier
- 1964 : Monsieur de Jean-Paul Le Chanois
- 1964 : La Chasse à l'homme d'Édouard Molinaro
- 1964 : Patate de Robert Thomas
- 1964 : Le Père Noël a les yeux bleus de Jean Eustache
- 1964 : La Bonne Soupe de Robert Thomas
- 1964 : L'Âge ingrat de Gilles Grangier
- 1965 : Les Copains d'Yves Robert
- 1965 : L'Arme à gauche de Claude Sautet
- 1965 : Le Tonnerre de Dieu de Denys de La Patellière
- 1966 : Le Voyage du père de Denys de La Patellière
- 1967 : Le Soleil des voyous de Jean Delannoy
- 1968 : Caroline chérie de Denys de La Patellière
- 1968 : Le Pacha de Georges Lautner
- 1968 : Le Tatoué de Denys de La Patellière
- 1969 : Le Cerveau de Gérard Oury
- 1969 : Le Clan des Siciliens d'Henri Verneuil

### Années 1970
- 1970 : La Horse de Pierre Granier-Deferre
- 1970 : Le Gendarme en balade de Jean Girault
- 1971 : L'Alliance de Christian de Chalonge
- 1971 : Le Chat de Pierre Granier-Deferre
- 1971 : La Veuve Couderc de Pierre Granier-Deferre
- 1971 : Le Casse d'Henri Verneuil
- 1972 : Le Tueur de Denys de La Patellière
- 1972 : Le Moine d'Ado Kyrou
- 1973 : Le Serpent d'Henri Verneuil
- 1974 : Verdict d'André Cayatte
- 1973 : Deux hommes dans la ville de José Giovanni
- 1975 : Peur sur la ville d'Henri Verneuil
- 1977 : King Solomon's Treasure d'Alvin Rakoff